# مسابقات فرمول یک فصل ۱۹۶۶
مسابقات فرمول یک فصل ۱۹۶۶ در سال ۱۹۶۶ میلادی برگزار شد. در این مسابقات جک برابهم (به انگلیسی: Jack Brabham) از تیم برابهم و با خودروی رپکو به قهرمانی رسید وی که در آغاز مسابقه در خط ۳ قرار داشت، بهترین زمان خود را در دور ۱ به دست آورد و در مجموع صاحب ۴۲ امتیاز شد.